# Український мережевий інформаційний центр
«Український мережевий інформаційний центр» (УМІЦ, UANIC) — об'єднання, створене за першого прем'єрства В. Януковича за ініціативи Держкомзв'язку та СБУ для
управління адресним простором в українському сегменті мережі Інтернет, обслуговування та адміністрування системного реєстру і системи доменних імен домену верхнього рівня «.ua».
До асоціації увійшли також організації, що працювали на ринку Інтернет в Україні,
зокрема, Інтернет асоціація України (ІнАУ) та асоціація операторів зв'язку «ТЕЛАС».

## Координаційна рада
Координаційна рада УМІЦ — орган, що мав визначати, «з урахуванням суспільних інтересів»:
- порядок розподілу адресного простору,
- порядок і правила реєстрації та використання імен доменів в українському сегменті мережі Інтернет;

До першого складу координаційної ради (утвореного 11 листопада 2002 року, коли організація ще не була зареєстрована офіційно) увійшли:
- Довгий Станіслав Олексійович — народний депутат України;
- Гончар Микола Вікторович — голова Державного комітету зв'язку та інформатизації України;
- Герасимов Анатолій Павлович — заступник голови СБ України;
- Барлабанов Валерій Володимирович — перший заступник начальника Департаменту спеціальних телекомунікаційних систем та захисту інформації (ДСТСЗІ) СБ України;
- Бурсук Олексій Данилович — член правління Інтернет асоціації України (ІнАУ);
- Поліщук Василь Григорович — президент Української Національної Інтернет Асоціації (УНІА);
- Синявський Костянтин Степанович — голова правління Асоціації учасників ринку Інтернет України (АУРІУ);
- Корж Юрій Віталійович — представник асоціації операторів зв'язку «ТЕЛАС».

На час реєстрації організації (23 жовтня 2003 року) крім представників держави в роботі координаційної ради UANIC брали участь шість недержавних організацій.

Координаційна рада УМІЦ не проводить засідання з травня 2014 року.

## Діяльність
Об'єднання асоціювали з державними органами. Воно тривалий час намагалося отримати права адміністратора домену .ua, але ці спроби виявилися безуспішними — адміністратором домену .ua залишалося приватне товариство Хостмайстер.
16 листопада 2009 року організація (з повноваженнями від Уряду України) подала до ICANN (Міжнародної корпорації, що займається розподілом доменних імен) заявку на національний кириличний домен верхнього рівня .укр, а 28 лютого 2013 року ICANN ухвалив відповідне рішення.
На той час національні домени в Інтернеті мали близько тридцяти країн світу, український домен став четвертим серед кириличних — після РФ, Сербії та Казахстану.
19 березня 2013 року процедуру делегування було формально завершено.
29 березня 2013 року УМІЦ, як адміністратор, запропонував для громадського обговорення проект Концепції розвитку цього домену.